# Saint-Martin (Périgueux)
Pour les articles homonymes, voir Quartier Saint-Martin.

Périgueux et ses six quartiers.

Saint-Martin est un quartier du centre-ville de Périgueux, dans le département de la Dordogne, en région Aquitaine.

## Histoire
Le quartier Saint-Martin correspond à l'ancienne commune de Saint-Martin créée en 1790. À la fin de 1804, après la mort de son maire, l'administration de la commune est confiée par arrêté préfectoral au maire de Périgueux. En 1813, les deux communes fusionnent.
Jean-Baptiste Cléry, valet de chambre de Louis XVI, a vécu à Saint-Martin.

## Transport
Ce quartier est desservi par la ligne 5 de Péribus, réseau d'autobus de l'agglomération.

## Architecture
Les deux monuments emblématiques du quartier sont l'église Saint-Martin et la fontaine de la place Plumancy.

## Enseignement
Le quartier possède un établissement privé : l'école privée Saint-Martin.